# ウーミントゥオン県

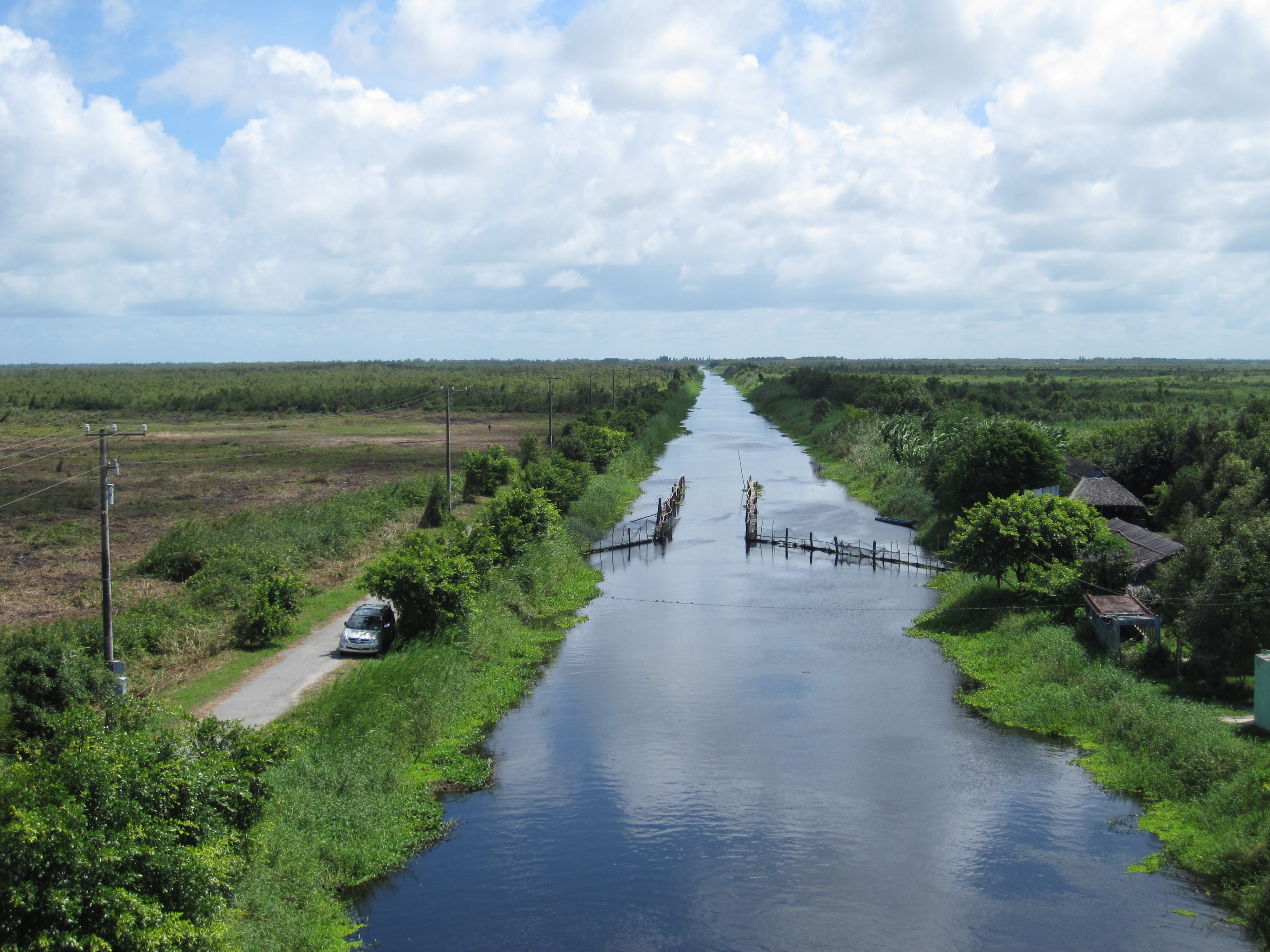
ウーミントゥオンの林

ウーミントゥオン県（ウーミントゥオンけん、ベトナム語：Huyện U Minh Thượng / 縣幽明上?）は、ベトナム社会主義共和国キエンザン省の県。面積は432.70km²、人口は80,390人（2019年）である。

## 行政区画
6社から構成される。